# Leite bei Harras
Koordinaten: 50° 23′ 49″ N, 10° 52′ 2″ O
Das Naturschutzgebiet Leite bei Harras liegt im Landkreis Hildburghausen in Thüringen. Es erstreckt sich südwestlich, südlich und südöstlich von Harras, einem Stadtteil von Eisfeld. Nördlich fließt die Werra und verläuft die B 89, östlich verläuft die A 73. Am südlichen Rand des Gebietes verläuft die Landesgrenze zu Bayern. Südlich – im oberfränkischen Landkreis Coburg – schließt sich direkt das 74 ha große Naturschutzgebiet Salzberg und Heugrund an.

## Bedeutung
Das 566,4  ha große Gebiet mit der NSG-Nr. 350 wurde im Jahr 2000 unter Naturschutz gestellt. 